# Yazikou (sockenhuvudort i Kina, Hubei Sheng, lat 30,45, long 110,93)
Yazikou (kinesiska: 鸭子口, 鸭子口乡) är en sockenhuvudort i Kina. Den ligger i provinsen Hubei, i den centrala delen av landet, omkring 320 kilometer väster om provinshuvudstaden Wuhan. Antalet invånare är 20 087. Befolkningen består av 9 279 kvinnor och 10 808 män. Barn under 15 år utgör 8,0 %, vuxna 15-64 år 76 %, och äldre över 65 år 14,0 %.
Runt Yazikou är det ganska tätbefolkat, med 96 invånare per kvadratkilometer. Närmaste större samhälle är Duzhenwan, 4,6 km sydost om Yazikou. I omgivningarna runt Yazikou växer i huvudsak blandskog.
Genomsnittlig årsnederbörd är 1 631 millimeter. Den regnigaste månaden är september, med i genomsnitt 258 mm nederbörd, och den torraste är december, med 20 mm nederbörd.